# Dark Blue
『Dark Blue』（ダークブルー）は、2009年11月27日にLiLiM DARKNESSから発売されたアダルトゲーム。および、それを原作とする成人向けOVA。
2012年4月には、PoROから本作を原作とする成人向けOVAが発売された。

## 概要
寝取られを題材としたBlueシリーズ第5作である本作はサスペンス色の強い作品となっている。
猟奇的な場面も存在しており、特に千堂リナとリオが死亡するシーンは「双子合体」として知られている。
シナリオライターの和泉万夜は、このシーンが採用された時の様子について「双子の死に方案を4つ提出した際、絶対選ばれないだろうと思った4番目が選ばれたときは驚いた」と自身のツイッターの中で振り返っている。

## あらすじ
友人・伊能玲矢に誘われ、哀沢雪斗は知人たちを集めて旅行に行った。だが、道中、連続殺人犯が滞在予定の洋館に逃げ込んだというニュースがカーラジオから飛び込んできた。不安を覚えた彼らだが、旅行は続行することになった。そして、楽しいはずの避暑旅行は惨劇へと変わった。

## 登場人物
※声優はゲームのもの、OVA版は声優非公表。
哀沢 雪斗（あいざわ ゆきと）
本作の主人公。聖桜学園2年生。真面目で勉強は良くできるがだが内気。音羽とは幼馴染で、彼女に対して思いを寄せていた。また、義姉である鈴香に対しては姉以上の感情を抱いていた。
久遠寺 音羽（くおんじ おとは）
声：澄白キヨカ
玲矢の幼馴染。聖桜学園2年生。学園の人気者である文武両道な美少女だが、純粋な性格のあまりだまされやすい一面を持つ。
玲矢とは幼馴染で許嫁同士だが、当人同士は親の決めた婚姻関係に関しては否定的である。
哀沢 鈴香（あいざわ すずか）
声：早乙女綾
雪斗の義姉。
聖桜学園の生徒会長を務めており、その万能ぶりと明るい性格から校内での人気は高い。
雪斗にはべた甘で、気まぐれな性格を見せる。
アニス・レナフォード
声：星野みく
音羽のクラスメートである人気アイドル。実家は資産家で、実母はハリウッドで有名な女優。
雪斗に思いを寄せている。
伊能 玲矢（いのう れいや）
声：原田友貴
雪斗の友人で、本作の舞台となる洋館は、彼の父親である大手銀行の社長のものである。
事件の発端となる山奥の避暑地への旅行を企画した。
音羽の許嫁だが、当人同士は親が決めたその関係に関して否定的である。
吉良 英二（きら えいじ）
声：こんつ
玲矢の幼馴染で、広域暴力団・吉良会の跡取り息子。多くの舎弟を従えるだけの男らしさと強さを持つが、本来は凶暴な人物であり、キレると大変なことになる。
音羽に思いを寄せていた。
真岡 ジュン（まおかじゅん）
声：島田友樹
アニスのマネージャー。かつてはアイドルだったがうまくいかず、ナルシストということもあり現在の地位に不満を抱いており、事務所に対しても逆恨みしている。

### その他
千堂リナ（せんどう りな）
声：渋谷ひめ
琴美の友人。多くのルートで凄惨な末路をたどる。
千堂リオ（せんどう りお）
声：神崎ちひろ
リナの双子の妹。姉とともに、多くのルートで凄惨な末路をたどる。
ほのか
声：広森なずな
洋館に勤めるメイド。玲矢に対してのみ忠実。
哀沢 琴美（あいざわ ことみ）
声：佐倉もも花
雪斗の義妹。おとなしい性格で、いつも兄や姉の後ろについていた。
犬飼 裕明（いぬかい ひろあき）
声：島田友樹
雪斗の友人で、琴美に想いを抱いている。
ナイジェル・ローウェン
声：こんつ
洋館に勤める執事。玲矢に対してのみ忠実。
連続殺人犯
伊能家の洋館に逃げ込んだ殺人鬼。館を訪れた女性たちを狙って凶行に走る。
鷹峰 五郎（みねぎし ごろう）
声：植木亨
雪斗達のクラスの担任教師で、教え子たちの引率と言う名目で同行した。規律に厳しい人物で、自由な校風を目指す鈴香とは対立関係にある。

## スタッフ・主題歌
- 原画：水月悠、たぢまよしかづ、鶴崎貴大
- シナリオ：和泉万夜
- オープニングテーマ「fractale」
  - 作詞：市松椿 / 作曲：Syrufit / 歌：ひうらまさこ

## OVA
OVA版は、原作のシナリオには沿っているが、殺人シーンは一瞬で終わるものが多く、全体的には猟奇性が減り、寝取られの要素が強い作品となっている。
Vol.1〜ミつめる恥ぢらい〜
2012年4月27日発売。
Vol.2〜見せつけられる……ヌくもり〜
2013年3月29日発売。

## 反響
これまでの『Blue』シリーズにはなかった猟奇表現が本作に採用された結果、アダルトゲームのファンの間では鬱ゲーであると同時に猟奇ゲーとしても知られるようになり、特に千堂リナとリオが死亡するシーンは「双子合体」と呼ばれた。
「双子合体」という言葉が広がった結果、「『Blue』シリーズに猟奇性は不要である」という意見や、「『双子合体』ときいてプレイしてみたが物足りなかった」といった賛否両論がファンの間で巻き起こった。
エロゲレビュアーの穴リスト猫はおたぽるによせた記事の中で、「今（2017年）プレイしてみると、『双子合体』のシーンが突出していただけであり、当時騒がれていたほど猟奇的な要素は目立っていなかった」とした一方で、「陰鬱で理不尽な展開と主人公のへたれぶりからして、これぞLiLiM DARKNESSともいうべき鬱ゲーだった」と評価した。
また、穴リスト猫はOVAについて「猟奇性が抜けた分『Blue』シリーズ本来の良さが現れた」と評価している。